# Tour du Rwanda 2024
Il Tour du Rwanda 2024, ventisettesima edizione della corsa e valevole come prova dell'UCI Africa Tour 2024 categoria 2.1, si svolse in otto tappe dal 18 al 25 febbraio 2024, su un percorso di 718,9 km, con partenza e arrivo a Kigali, in Ruanda. La vittoria fu appannaggio del britannico Joseph Blackmore, il quale completò il percorso in 17h18'46", alla media di 41,035 km/h, precedendo il kazako Ilkhan Dostiyev ed il colombiano Jhonatan Restrepo.

## Tappe
| Tappa  | Data        | Percorso                                                              | km    | Vincitore di tappa    | Leader cl. generale   |
| ------ | ----------- | --------------------------------------------------------------------- | ----- | --------------------- | --------------------- |
| 1ª     | 18 febbraio | Kigali (BK Arena) > Kigali (Kigali Convention Centre) (cronosquadre)  | 18,3  | Soudal DT             | Jonathan Vervenne     |
| 2ª     | 19 febbraio | Muhanga > Kibeho                                                      | 129,4 | Itamar Einhorn        | Itamar Einhorn        |
| 3ª     | 20 febbraio | Huye > Rusizi                                                         | 140,3 | Jhonatan Restrepo     | Pepijn Reinderink     |
| 4ª     | 21 febbraio | Karongi > Rubavu Home of Amstel                                       | 93    | William Junior Lecerf | Pepijn Reinderink     |
| 5ª     | 22 febbraio | Musanze > Kinigi (cron. individuale)                                  | 13    | Pierre Latour         | William Junior Lecerf |
| 6ª     | 23 febbraio | Musanze > Kigali (Monte Kigali)                                       | 93,3  | Joseph Blackmore      | Joseph Blackmore      |
| 7ª     | 24 febbraio | Rukomo > Kayonza                                                      | 158   | Itamar Einhorn        | Joseph Blackmore      |
| 8ª     | 25 febbraio | Kigali (Kigali Convention Centre) > Kigali (Kigali Convention Centre) | 73,6  | Joseph Blackmore      | Joseph Blackmore      |
| Totale | Totale      | Totale                                                                | 718,9 |                       |                       |

## Squadre e corridori partecipanti
Alla competizione partecipano 19 squadre, con 5 corridori a squadra, per un totale di 95 corridori (inizialmente avrebbe dovuto esserci anche la Development Team DSM-Firmenich PostNL, costretta a rinunciare causa malattia).
| N.    | Cod. | Squadra                     |
| ----- | ---- | --------------------------- |
| 1-5   | AQD  | Astana Qazaqstan DT         |
| 11-15 | SQD  | Soudal Quick-Step Devo Team |
| 21-25 | TEN  | TotalEnergies               |
| 31-35 | ZAF  | Sudafrica                   |
| 41-45 | IPT  | Israel-Premier Tech         |
| 51-55 | BAI  | Bike Aid                    |
| 61-65 | RWA  | Ruanda                      |
| 71-75 | PTK  | Team Polti Kometa           |
| 81-85 | UAZ  | UAE Team Emirates Gen-Z     |
| 91-95 |      |                             |

| N.      | Cod. | Squadra                   |
| ------- | ---- | ------------------------- |
| 101-105 | CGF  | Équipe Cont. Groupama-FDJ |
| 111-115 | LDD  | Lotto Dstny DT            |
| 121-125 | ETH  | Etiopia                   |
| 131-135 | DZA  | Algeria                   |
| 141-145 | MSR  | May Stars                 |
| 151-155 | ---  | UCI WCC Men's Team        |
| 161-165 | ERI  | Eritrea                   |
| 171-175 | BWB  | Bingoal WB                |
| 181-185 | MUS  | Mauritius                 |
| 191-195 | JIT  | Java-Inovotec Pro Team    |

## Dettagli delle tappe

### 1ª tappa
- 18 febbraio: Kigali (BK Arena) > Kigali (Kigali Convention Centre) cronosquadre - 18,3 km

Risultati
| Pos. | Squadra                     | Tempo  |
| ---- | --------------------------- | ------ |
| 1    | Soudal Quick-Step Devo Team | 20'32" |
| 2    | Israel-Premier Tech         | a 36"  |
| 3    | Lotto Dstny DT              | a 52"  |

| Pos. | Corridore         | Squadra   | Tempo  |
| ---- | ----------------- | --------- | ------ |
| 1    | Jonathan Vervenne | Soudal DT | 20'32" |
| 2    |                   |           |        |
| 3    |                   |           |        |

### 2ª tappa
- 19 febbraio: Muhanga > Kibeho - 129,4 km

Risultati
| Pos. | Corridore             | Squadra   | Tempo    |
| ---- | --------------------- | --------- | -------- |
| 1    | Itamar Einhorn        | Israel    | 3h17'31" |
| 2    | William Junior Lecerf | Soudal DT | s.t.     |
| 3    | Pepijn Reinderink     | Soudal DT | s.t.     |

| Pos. | Corridore             | Squadra   | Tempo    |
| ---- | --------------------- | --------- | -------- |
| 1    | Itamar Einhorn        | Israel    | 3h17'31" |
| 2    | William Junior Lecerf | Soudal DT | s.t.     |
| 3    | Pepijn Reinderink     | Soudal DT | s.t.     |

### 3ª tappa
- 20 febbraio: Huye > Rusizi - 140,3 km

Risultati
| Pos. | Corridore         | Squadra   | Tempo    |
| ---- | ----------------- | --------- | -------- |
| 1    | Jhonatan Restrepo | Polti     | 3h46'41" |
| 2    | Joseph Blackmore  | Israel    | s.t.     |
| 3    | Pepijn Reinderink | Soudal DT | s.t.     |

| Pos. | Corridore             | Squadra    | Tempo    |
| ---- | --------------------- | ---------- | -------- |
| 1    | Pepijn Reinderink     | Soudal DT  | 7h04'12" |
| 2    | Giacomo Villa         | Bingoal WB | s.t.     |
| 3    | William Junior Lecerf | Soudal DT  | s.t.     |

### 4ª tappa
- 21 febbraio: Karongi > Rubavu (Home of Amstel) - 93 km

Risultati
| Pos. | Corridore         | Squadra       | Tempo    |
| ---- | ----------------- | ------------- | -------- |
| 1    | W. Junior Lecerf  | Soudal DT     | 2h19'22" |
| 2    | Jhonatan Restrepo | Polti         | s.t.     |
| 3    | Julien Simon      | TotalEnergies | s.t.     |

| Pos. | Corridore             | Squadra    | Tempo    |
| ---- | --------------------- | ---------- | -------- |
| 1    | Pepijn Reinderink     | Soudal DT  | 9h23'34" |
| 2    | Giacomo Villa         | Bingoal WB | s.t.     |
| 3    | William Junior Lecerf | Soudal DT  | s.t.     |

### 5ª tappa
- 22 febbraio: Musanze > Kinigi - Cronometro individuale - 13 km

Risultati
| Pos. | Corridore             | Squadra       | Tempo  |
| ---- | --------------------- | ------------- | ------ |
| 1    | Pierre Latour         | TotalEnergies | 23'31" |
| 2    | William Junior Lecerf | Soudal DT     | a 34"  |
| 3    | Joseph Blackmore      | Israel        | a 36"  |

| Pos. | Corridore             | Squadra   | Tempo    |
| ---- | --------------------- | --------- | -------- |
| 1    | William Junior Lecerf | Soudal DT | 9h47'39" |
| 2    | Joseph Blackmore      | Israel    | a 2"     |
| 3    | Ilkhan Dostiyev       | Astana DT | a 8"     |

### 6ª tappa
- 23 febbraio: Musanze > Kigali (Monte Kigali) - 93 km

Risultati
| Pos. | Corridore         | Squadra   | Tempo    |
| ---- | ----------------- | --------- | -------- |
| 1    | Joseph Blackmore  | Israel    | 2h12'44" |
| 2    | Jhonatan Restrepo | Polti     | s.t.     |
| 3    | Ilkhan Dostiyev   | Astana DT | a 5"     |

| Pos. | Corridore         | Squadra   | Tempo     |
| ---- | ----------------- | --------- | --------- |
| 1    | Joseph Blackmore  | Israel    | 12h00'25" |
| 2    | Ilkhan Dostiyev   | Astana DT | a 11"     |
| 3    | Jhonatan Restrepo | Polti     | a 13"     |

### 7ª tappa
- 24 febbraio: Rukomo > Kayonza - 158 km

Risultati
| Pos. | Corridore         | Squadra   | Tempo    |
| ---- | ----------------- | --------- | -------- |
| 1    | Itamar Einhorn    | Israel    | 3h29'57" |
| 2    | L. van de Wynkele | Lotto DT  | s.t.     |
| 3    | Gal Glivar        | UAE Gen-Z | a 2"     |

| Pos. | Corridore         | Squadra   | Tempo     |
| ---- | ----------------- | --------- | --------- |
| 1    | Joseph Blackmore  | Israel    | 15h31'09" |
| 2    | Ilkhan Dostiyev   | Astana DT | a 11"     |
| 3    | Jhonatan Restrepo | Polti     | a 13"     |

### 8ª tappa
- 25 febbraio: Kigali (Kigali Convention Centre) > Kigali (Kigali Convention Centre) - 73,6 km

Risultati
| Pos. | Corridore        | Squadra       | Tempo    |
| ---- | ---------------- | ------------- | -------- |
| 1    | Joseph Blackmore | Israel        | 1h47'37" |
| 2    | Pierre Latour    | TotalEnergies | a 30"    |
| 3    | Ilkhan Dostiyev  | Astana DT     | s.t.     |

| Pos. | Corridore         | Squadra   | Tempo     |
| ---- | ----------------- | --------- | --------- |
| 1    | Joseph Blackmore  | Israel    | 17h18'46" |
| 2    | Ilkhan Dostiyev   | Astana DT | a 41"     |
| 3    | Jhonatan Restrepo | Polti     | a 43"     |

## Evoluzione delle classifiche
Le maglie del Tour du Rwanda
| Tappa             | Vincitore Maglia Rossa | Classifica generale Maglia gialla | Classifica scalatori Maglia arancione | Classifica giovani Maglia azzurra | Classifica sprinter Maglia blu | Classifica ciclisti africani Maglia verde | Classifica a squadre |
| ----------------- | ---------------------- | --------------------------------- | ------------------------------------- | --------------------------------- | ------------------------------ | ----------------------------------------- | -------------------- |
| 1ª                | Soudal DT              | Jonathan Vervenne                 | non assegnata                         | Milan Donie                       | non assegnata                  | Merhawi Kudus                             | Soudal DT            |
| 2ª                | Itamar Einhorn         | Itamar Einhorn                    | Alexandre Mayer                       | Aklilu Arefayne                   | Didier Munyaneza               | Merhawi Kudus                             | Soudal DT            |
| 3ª                | Jhonatan Restrepo      | Pepijn Reinderink                 | Yoel Habteab                          | Aklilu Arefayne                   | Didier Munyaneza               | Aklilu Arefayne                           | Bingoal WB           |
| 4ª                | William Junior Lecerf  | Pepijn Reinderink                 | Yoel Habteab                          | Aklilu Arefayne                   | Yoel Habteab                   | Aklilu Arefayne                           | Bingoal WB           |
| 5ª                | Pierre Latour          | William Junior Lecerf             | Lennert Teugels                       | Aklilu Arefayne                   | Didier Munyaneza               | Aklilu Arefayne                           | TotalEnergies        |
| 6ª                | Joseph Blackmore       | Joseph Blackmore                  | Pierre Latour                         | Aklilu Arefayne                   | Didier Munyaneza               | Dawit Yemane                              | Eritrea              |
| 7ª                | Itamar Einhorn         | Joseph Blackmore                  | Pierre Latour                         | Aklilu Arefayne                   |                                |                                           | Eritrea              |
| 8ª                | Joseph Blackmore       | Joseph Blackmore                  | Pierre Latour                         | Aklilu Arefayne                   |                                |                                           | Eritrea              |
| Classifica finale | Classifica finale      | Joseph Blackmore                  | Pierre Latour                         | Aklilu Arefayne                   |                                |                                           | Eritrea              |

Maglie indossate da altri ciclisti in caso di due o più maglie vinte
- Nella 3ª tappa William Junior Lecerf ha indossato la maglia rossa al posto di Itamar Einhorn.
- Nella 4ª e 5ª tappa Mugisha Moise ha indossato la maglia verde al posto di Aklilu Arefayne.
- Nella 5ª tappa Didier Munyaneza ha indossato la maglia blu al posto di Yoel Habteab.
- Nella 6ª tappa Dawit Yemane ha indossato la maglia verde al posto di Aklilu Arefayne.
- Nella 7ª tappa Jhonatan Restrepo ha indossato la maglia rossa al posto di Joseph Blackmore.